# Nikolaj Semaško
Nikolaj Vladimirovič Semaško, in russo Николай Владимирович Семашко? (21 marzo 1905 – Mosca, 4 marzo 1976), è stato un arbitro di pallacanestro e dirigente sportivo sovietico, membro del FIBA Hall of Fame dal 2007 in qualità di contributore.

## Carriera
Ha arbitrato a livello internazionale a partire dal 1947. È stato al vertice del Comitato Sportivo dell'Unione Sovietica nel biennio 1939-1940 e dal 1950 al 1954. Ha ricoperto l'incarico di vie-presidente della FIBA (1960-1976), e della Federazione cestistica dell'Unione Sovietica.
Ha scritto inoltre numerosi libri e guide sulle tattiche, le strategie e i metodi di allenamento della pallacanestro.
A lui è intitolato il trofeo consegnato ai vincitori del Campionato Europeo (EuroBasket).